# اسبی وارد بار می‌شود
اسبی وارد بار می‌شود (عبری: סוס אחד נכנס לבר‎) عنوان رمانی است از نویسنده اسراییلی دیوید گراسمن که در سال ۲۰۱۷ موفق به کسب جایزه جهانی من بوکر شد. این جایزه که ۵۰٬۰۰۰ پوند بود نصیب نویسنده و مترجم کتاب گردید. این کتاب در سال ۲۰۱۴ میلادی نوشته شد. این کتاب به وسیله جسیکا کوهن از زبان عبری به انگلیسی برگردانده شد.